# Кристиан и Джозеф Казинсы
Кристиан и Джозеф Казинсы (англ. Christian and Joseph Cousins; род. 17 марта 1983, Ориндж (округ, Калифорния), США) — американские актёры.
Первую роль дети-близнецы получили в мыльной опере «Тихая пристань» в 1987 году, в которой снялись вместе с другим актёром Патриком Даффи (роль Бобби Юинга). После этого они часто появлялись, как правило, также вместе, в телесериалах и фильмах, включая «Детсадовский полицейский», «Зубастики 3», «Няньки», а также принимали участие в эпизодических ролях в таких сериалах, как «Тайны отца Даулинга», «Мистический городок Эйри в Индиане», «Крылья» и другие.